# Droszów
Droszów (niem. Droschen) – wieś w Polsce położona w województwie dolnośląskim, w powiecie trzebnickim, w gminie Trzebnica.

## Podział administracyjny
W latach 1975–1998 miejscowość administracyjnie należała do województwa wrocławskiego.

## Nazwa
Według Heinricha Adamy'ego nazwa miejscowości należy do grupy nazw patronomicznych i pochodzi od słowiańskiego imienia założyciela oraz pierwszego właściciela wsi Drożka. W swoim dziele o nazwach miejscowości na Śląsku wydanym w 1888 roku we Wrocławiu Adamy wymienia jako najstarszą zanotowaną nazwę miejscowości Droschow podając jej znaczenie "Dorf des Droszko" czyli po polsku "Wieś Droszka, Drożka". Nazwa wsi została później zgermanizowana na Droschen i utraciła swoje pierwotne znaczenie.
W księdze łacińskiej Liber fundationis episcopatus Vratislaviensis (pol. Księga uposażeń biskupstwa wrocławskiego) spisanej za czasów biskupa Henryka z Wierzbna w latach 1295–1305 miejscowość wymieniona jest w zlatynizownej formie Droschow.